# Bermersheim
Pour l’article homonyme, voir Bermersheim vor der Höhe.
Bermersheim est une municipalité allemande située dans le land de Rhénanie-Palatinat et l'arrondissement d'Alzey-Worms.